# Виктор Черномырдин (ледокол)
«Ви́ктор Черномы́рдин» — дизель-электрический ледокол проекта 22600 («ЛК-25»), наименованный в честь Виктора Степановича Черномырдина. По состоянию на 2024 год является самым большим специализированным дизель-электрическим ледоколом в мире и самым мощным дизель-электрическим ледоколом, построенным в России и в СССР (ледоколы типа «Ермак» имеют мощность на валах 26,5 МВт, но ме́ньшую мощность дизелей).

## История

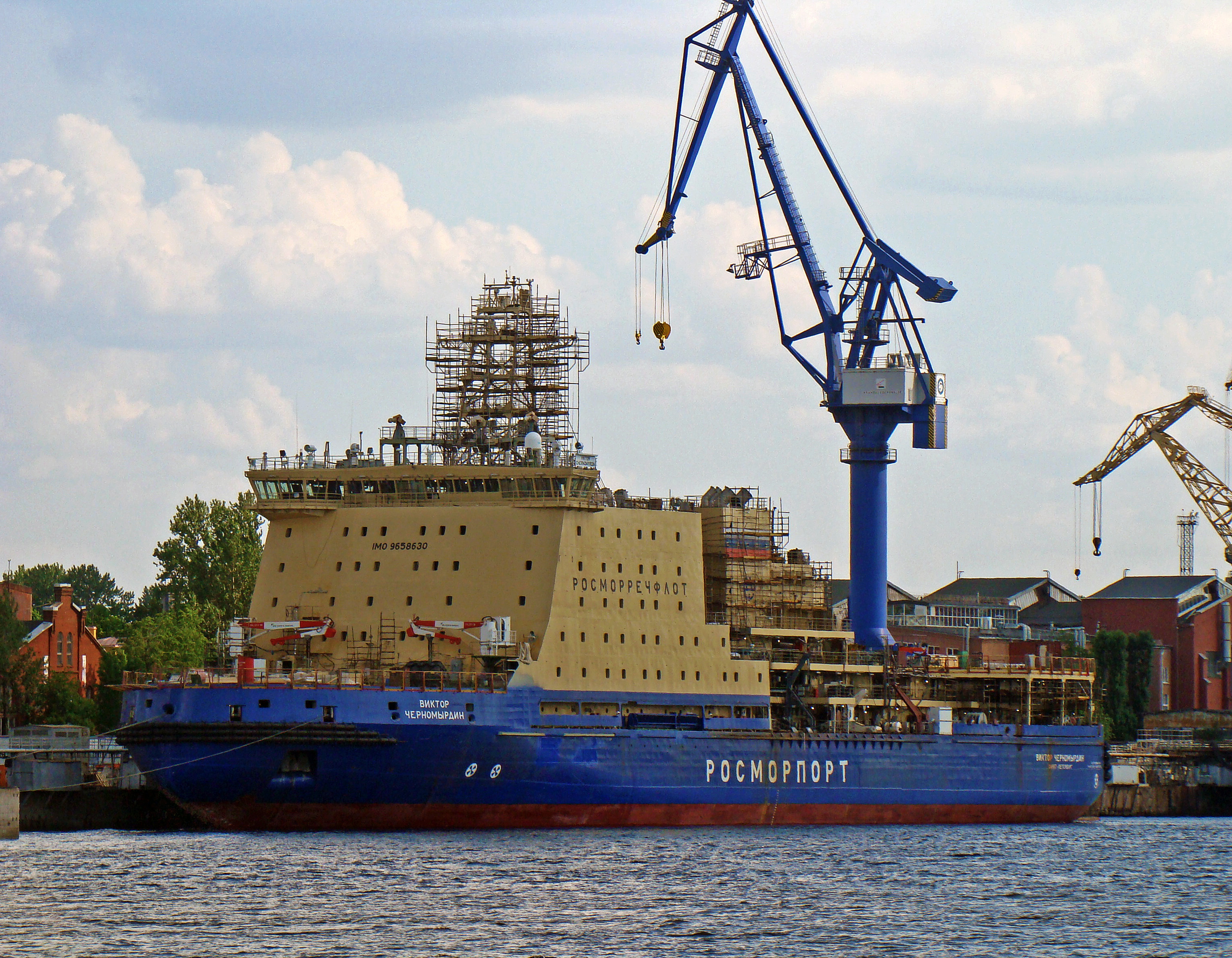
Ледокол «Виктор Черномырдин» в июне 2019 г.

«Объединённая судостроительная корпорация» получила от ФГУП «Росморпорт» заказ на строительство ледокола в 2011 году. Стоимость государственного контракта составила 7,95 миллиарда рублей. Работы начались в октябре 2012 года на верфи ООО «Балтийский завод — Судостроение» (БЗС). Ледокол планировалось спустить на воду летом 2014 года и завершить его строительство в конце 2015 года. Но строительство затянулось.
Конфликт с Nordic Yards
В августе 2013 года Балтийский завод и верфь «Nordic Yards» заключили контракт на изготовление надстройки для ЛК-25. По условиям контракта, её жилой блок массой около 2,5 тысяч тонн и стоимостью 1,5 миллиарда рублей должен был быть построен на германском предприятии и морем доставлен в Санкт-Петербург. «Nordic Yards» получил аванс в размере 223 миллионов рублей. Однако выявленные вскоре ошибки проектной документации приостановили исполнение контракта, а в 2016 году контракт был разорван поскольку после кризиса 2014 года стало выгоднее сделать надстройку в России. В связи с этим возник судебный конфликт вокруг возврата части аванса в размере 185 миллионов рублей. В 2017 году суд отказал Балтийскому заводу в возврате аванса.
Ошибки проекта
В 2013 году в проекте была найдена проблема недопустимого перевеса судна. В связи с отступлениями от требований контрактной документации контракт с ЦКБ «Айсберг» был разорван. Проект ледокола был переделан нижегородским КБ «Вымпел».
30 декабря 2016 года ледокол спущен на воду и отбуксирован к заводскому причалу № 2.
В сентябре 2017 года из-за большой загрузки БЗС ледокол для достройки был переведён на АО «Адмиралтейские верфи».
В августе 2018 года начались швартовные испытания судна. Техническая готовность ледокола на тот момент составляла более 93 %.
Пожар
27 ноября 2018 года на строящемся ледоколе из-за взрыва горючих паров произошёл пожар. Пострадали третья и четвёртая палубы, выгорела площадь в 300 квадратных метров. Пожар нанёс убытки примерно на 150 миллионов рублей и в очередной раз задержал строительство.
После пожара
Повторные швартовные испытания начались весной 2019 года. В октябре 2019 года прошли ходовые испытания ледокола.
В июле 2019 года гендиректор ФГУП «Росморпорт» заявил, что ледовые испытания «Виктора Черномырдина» будут проведены в Карском море в марте-апреле 2020 года, уже после сдачи судна заказчику.
По состоянию на лето 2019 года, общая стоимость строительства ледокола оценивалась в 12 миллиардов рублей.
В марте 2020 года руководитель «Росморречфлота» Александр Пошивай сообщил, что ледокол «Виктор Черномырдин» будет введён в эксплуатацию в 2020 году для работы в Арктике и на Балтике.
В апреле 2020 года министр промышленности и торговли России Денис Мантуров заявил, что изначальная стоимость строительства ледокола выросла с 8 миллиардов рублей до более чем 10 миллиардов рублей.
Ввод в эксплуатацию
Подписание акта приёма-передачи ледокола состоялось 30 сентября 2020 года. Поднятие флага и передача ледокола в эксплуатацию ФГУП «Росморпорт» произошло 3 ноября 2020 года при участии президента России Владимира Путина.

## Характеристики
Длина ледокола «Виктор Черномырдин» составляет 142,4 метра, ширина — 29,0 метров, водоизмещение — 22 258 тонн, скорость — полная 17 узлов по чистой воде, автономность — 60 суток, ледопроходимость — 2,0 метра (3,0 м наибольшая), экипаж — 38 человек.
Мощность ледокола составляет 25 МВт. Винторулевая система, включающая две винторулевые колонки Azipod мощностью 7,5 МВт, каждая может поворачиваться на 360°, и валопровод центрального винта мощностью 10 МВт.

### Фотогалереи и базы данных по приписке
- Список ледоколов проекта 22600.